# Asama Maru
El Asama Maru (浅間丸 'Asama maru'?) fue un transatlántico japonés de la compañía de transportes Nippon Yusen Kaisha.  El buque fue construido durante el periodo 1927-1929 por Mitsubishi Shipbuilding & Engineering Co. en Nagasaki, Japón. 
El Asama Maru fue construido para realizar el servicio quincenal transpacífico Oriente-California; y fue conocido como "La Reina del Mar".  Los principales puertos de destino en su ruta incluían Hong Kong, Shanghái, Kobe, Yokohama, Honolulu, Los Ángeles y San Francisco.  En su cuarto viaje desde Yokohama a San Francisco, el Asama Maru batió el anterior récord de velocidad entre estos dos puertos.
El buque fue construido como gemelo del Tatsuta Maru; y ambos barcos fueron bautizados igual que dos importantes santuarios Shinto.

## Características del buque
El primer buque de pasajeros construido por NYK fue el Asama Maru.
El buque, de 16975 toneladas, tenía una eslora de 178 metros, y su manga era de 22 metros. Tenía 4 motores diésel, 2 chimeneas, 2 mástiles y 4 hélices que le proporcionaban una velocidad aproximada de 21 nudos.
El Asama Maru fue el primer buque de pasajeros japonés en ser propulsado por motores diésel.
Podía acomodar a 222 pasajeros de primera clase, 96 de segunda clase y hasta 504 pasajeros de tercera clase. El buque y los pasajeros estaban servidos por una tripulación de 330 personas.
Fue construido por Mitsubishi en Nagasaki, en la sureña isla de Kyushu. El Asama Maru fue botado el 30 de octubre de 1927.

## Historial
El buque abandonó Yokohama el 15 de septiembre de 1929 en su viaje inaugural a California.

### La guerra en el Pacífico
Antes de que Japón entrase en la Segunda Guerra Mundial, el Asama Maru fue interceptado por el crucero ligero de la Royal Navy HMS Liverpool a 35 millas (56,3 km) de la costa de Niijima, el 21 de enero de 1940.
Alertado por informes de que marinos del Eje, en los Estados Unidos, estaban intentando ser transportados a Alemania, el Gobierno Británico autorizó a la Royal Navy para que los buques de la flota estacionada en China pudiesen detener a cualquier pasajero sospechoso. El crucero Liverpool detuvo a 21 de los pasajeros del Asama Maru creyendo que eran supervivientes del buque de pasajeros alemán hundido SS Columbus. El gobierno de Japón condenó este hecho como un abuso de los derechos en tiempo de guerra y protestó formalmente por la acción, provocando una mayor escalada de tensión entre los dos países.
En 1941, el buque pasó a ser un transporte de tropas para la Marina Imperial Japonesa.
En el transporte de prisioneros aliados, estaba entre los buques que se ganaron el epíteto inglés de "hell ship".
El 1 de noviembre de 1944, el Asama Maru fue torpedeado y hundido por el submarino estadounidense USS Atule en el Mar de la China Meridional, 100 millas al sur de las Islas Pratas.